# اعتصابات اقلیمی سپتامبر ۲۰۱۹
راهپیمایی اقلیم سپتامبر ۲۰۱۹ (انگلیسی: September 2019 climate strike) مجموعه‌ای از راهپیمایی‌ها و تظاهرات بود که خواستار اقدام قاطع برای مبارزه با تغییرات آب و هوایی است.
اعتصابات در مورد تغییرات آب‌و‌هوایی سپتامبر ۲۰۱۹، که هفته جهانی آینده زمین نیز نامیده می‌شود، مجموعه‌ای از اعتصابات و اعتراضات بین‌المللی است که برای درخواست اقدامات لازم جهت مقابله با تغییرات آب‌وهوایی، از ۲۰ تا ۲۷ سپتامبر ۲۰۱۹ صورت گرفت. تاریخ اصلی اعتصابات ۲۰ سپتامبر، سه روز قبل از نشست اقلیم سازمان ملل بود. تاریخ اصلی اعتصابات ۲۰ سپتامبر، سه روز قبل از نشست اقلیم در سازمان ملل بود که در ۴۵۰۰ نقطه در ۱۵۰ کشور جهان برگزار گردید. این رویداد بخشی از اعتصاب مدارس برای جنبش آب و هوا است که از گرتا تونبرگ، فعال اقلیم سوئدی الهام گرفته شده‌است. گاردین گزارش داد که تقریباً ۶ میلیون نفر که توسط ۳۵۰ گروه سازماندهی شده بودند در این اعتصابات شرکت کردند. آنها ادعا می‌کنند که شرکت کنندگان دراین کمپین اعتراضی جهانی ۶/۷ میلیون نفر بوده‌اند.
اعتراضات ۲۰ سپتامبر احتمالاً بزرگترین اعتصابات مربوط به تغییرات اقلیمی در تاریخ جهان بود. سازمان دهندگان این اعتراضات گزارش دادند که بیش از ۴ میلیون نفر در سراسر جهان در این اعتصابات شرکت کردند، از جمله ۱/۴ میلیون نفر در آلمان. تخمین زده می‌شود که ۳۰۰۰۰۰ معترض در اعتصابات استرالیا شرکت کردند، ۳۰۰۰۰۰ نفر دیگر در تظاهرات بریتانیا و ۲۵۰۰۰۰ نفر در نیویورک، جایی که گرتا تونبرگ سخنرانی کرد. همچنین بیش از ۲۰۰۰ دانشمند در ۴۰ کشور جهان متعهد شدند که از این اعتراضات و اعتصابات حمایت کنند.
موج دوم اعتراضات در ۲۷ سپتامبر رخ داد که در آن حدود ۲ میلیون نفر در بیش از ۲۴۰۰ تظاهرات شرکت کردند.  گزارش‌ها حاکی از آن است که یک میلیون معترض در ایتالیا و ۱۷۰۰۰۰ هزار نفر در نیوزلند حضور داشته‌اند. در مونترال، جایی که گرتا تونبرگ سخنرانی می‌کرد، هیئت مدیره مدارس مونترال کلاس‌های ۱۱۴۰۰۰ دانش آموز خود را لغو کرد.  صدها هزار نفر، از جمله چندین رهبر حزب فدرال به راهپیمایی در مونترال به اعتصابات پیوستند.

## پیش‌زمینه
این تظاهرات سومین مجموعه از تظاهراتی تحت عنوان اعتصاب مدارس برای اوضاع جوی بود. اولین اعتصاب در مارس ۲۰۱۹ دارای ۱/۶ میلیون شرکت کننده از بیش از ۱۲۵ کشور بود. بار دوم در ماه می ۲۰۱۹ مصادف بود با انتخابات پارلمان اروپا در سال ۲۰۱۹ بود که شامل بیش از ۱۶۰۰ رویداد در ۱۲۵ کشور بود. مجموعه سوم اعتصابات جهانی در ابتدا برای ۲۰ و ۲۷ سپتامبر برنامه‌ریزی شده بود. زمان‌بندی آن‌ها حول محور اجلاس اقلیمی جوانان سازمان ملل در ۲۱ سپتامبر و اجلاس اقدام اقلیمی سازمان ملل متحد در ۲۳ سپتامبر برگزار شد. ۲۷ سپتامبر نیز سالگرد انتشار کتاب بهار خاموش است، کتابی که در سال ۱۹۶۲ استارت و شروع جنبش زیست‌محیطی بود.